# Siba
Siba o Dada-Siba fou un petit estat independent de turons de l'Índia al baix Himàlaia. Es va centrar a la ciutat de Dadasiba, Pragpur tehsil, districte de Kangra, a l'actual Himachal Pradesh. L'estat va ser fundat el 1450. El 1849 el territori de Datarpur va ser afegit a Siba Jagir (1/3 part de la terra de Mian Devi Singh) i annexat pel Raj britànic com "Dada-Siba".

## Història
L'estat de Siba va ser fundat per Raja Sibarna Chand, un germà petit del raja de l'estat de Guler cap a l'any 1450. L'estat de Guler es va apoderar de l'estat el 1808. El 1813 no va ser tocat pel maharajà Ranjit Singh, fundador de l'Imperi sikh de Pañjab (Punjab). ), encara que dividit en dos, una part va quedar per a Raja Govind Singh com a estat príncep per al seu sosteniment i la segona una tercera part va quedar per Mian Devi Singh, cosí de Raja Gobind Singh. Una tercera part de Mian Devi Singh va ser annexada pels britànics el 1849. La resta va romandre amb Raja Ram Singh.